# Augusta rivalis
Augusta rivalis är en måreväxtart som först beskrevs av George Bentham, och fick sitt nu gällande namn av Joseph Harold Kirkbride. Augusta rivalis ingår i släktet Augusta och familjen måreväxter. Inga underarter finns listade i Catalogue of Life.